# ماموت کلمبیایی
ماموت کلمبیایی (نام علمی: Mammuthus columbi) یک گونه از سرده ماموت است.
این ماموت یکی از بزرگ‌ترین انواع ماموت در جهان بوده که در حدود ۱٫۵ میلیون سال پیش در آمریکای شمالی از ماموت استپ فرگشت یافت و در همان قاره نیز زندگی می‌کرده است. همچنین ماموت کوتوله که ساکن برخی جزایر آمریکای شمالی بوده نیز از ماموت کلمبیایی فرگشت یافته است.

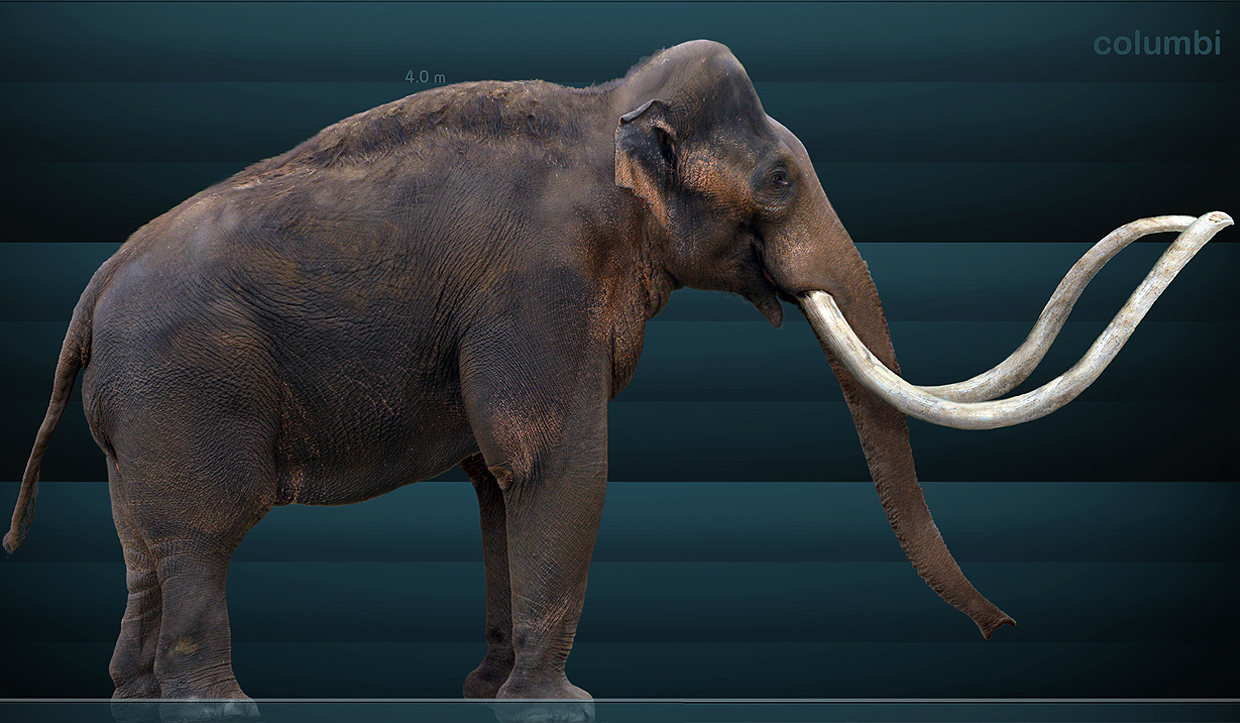
تصویرسازی فرضی از پیکر یک ماموت کلمبیایی بر اساس فسیل

همانند بیشتر پستانداران در این گونه از فیلان نیز نرها بزرگ‌تر از ماده‌ها بودند و قدی در حدود ۴ متر و وزنی تا حدود ۱۰ تن داشته‌اند. ماموت‌های کلمبیایی همچنین دارای عاج‌هایی بزرگ و دارای انحنا بوده‌اند. این گونه از جمله قربانیان انقراض هولوسن بود که در حدود ۱۱٫۰۰۰ هزار سال پیش منقرض شد. تغییر اقلیم و شکار این جانور توسط انسان اغلب به عنوان عاملان انقراض ماموت کلمبیایی معرفی می‌شوند.

## نگارخانه

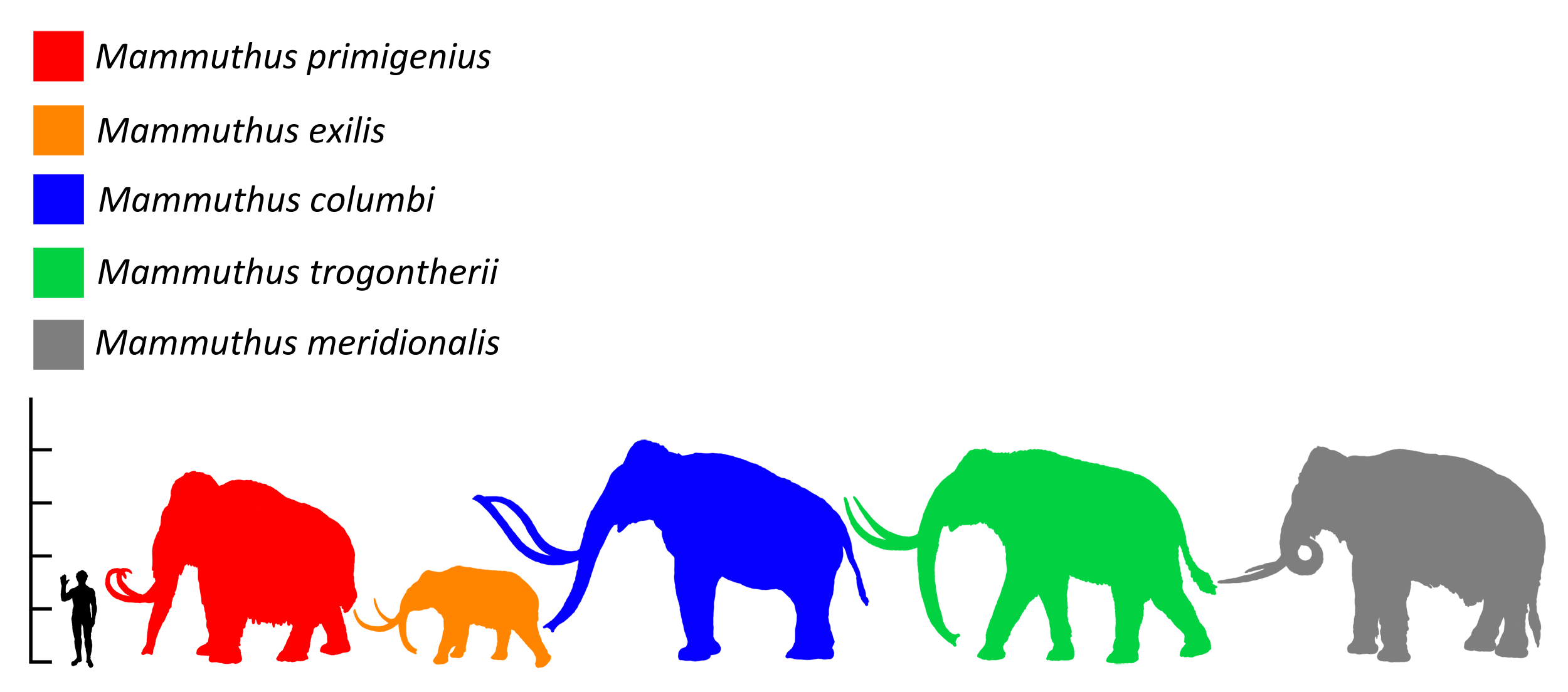
مقایسه بزرگی ماموت کلمبیایی (آبی) با گونه‌های دیگر ماموت و انسان
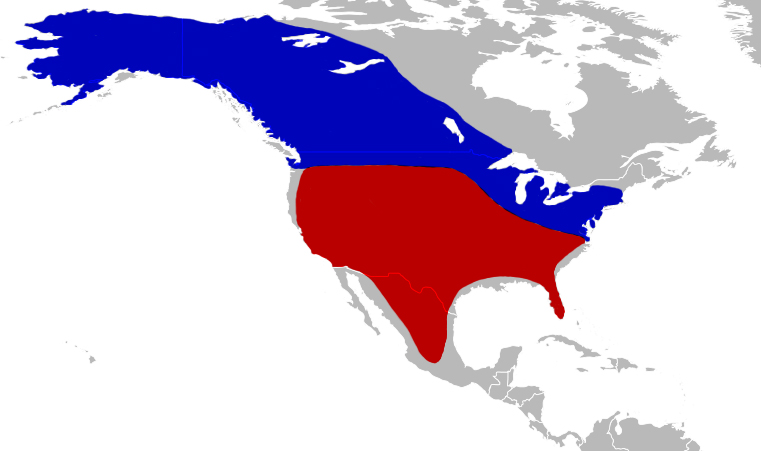
رنگ قرمز، زیستگاه احتمالی ماموت کلمبیایی است.